# Korolev (cràter marcià)
|  | Aquest article tracta sobre un cràter marcià. Si cerqueu un cràter lunar, vegeu «Korolev (cràter)». |

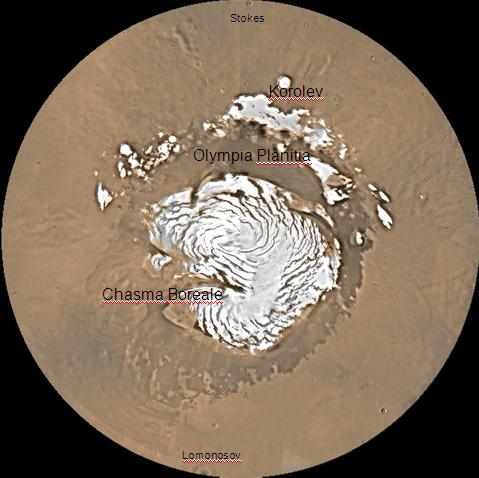
Mapa del quadrangle del Mare Boreum, amb els cràters principals indicats.

Korolev és un cràter d'impacte situat en eal quadrangle Mare Boreum de Mart, en les coordenades 73° de latitud nord i 195.5° de longitud oest. Té 84,2 km de diàmetre i va ser nomenat en memòria de Serguei Koroliov (1906-1966), enginyer dissenyador i director del programa de coets soviètic durant la Cursa Espacial en les dècades de 1950 i 1960.
El cràter Korolev es troba al Planum Boreum, la plana que envolta la capa de gel al pol nord del planeta, a prop del camp de dunes Olympia Undae. La vora del cràter s'eleva uns 2 quilòmetres per sobre de les planes circumdants. El sòl del cràter es troba a uns 2 quilòmetres per sota de la carena i està cobert per una muntanya central d'1.8 quilòmetres d'alçada, feta de d'aigua gelada permanentment, de fins a 60 quilòmetres de diàmetre.